# Hafnia alvei
 (décembre 2022).
Si vous disposez d'ouvrages ou d'articles de référence ou si vous connaissez des sites web de qualité traitant du thème abordé ici, merci de compléter l'article en donnant les références utiles à sa vérifiabilité et en les liant à la section « Notes et références ».
Espèce
Hafnia alvei est une espèce de bacilles Gram négatifs du genre Hafnia. C'est l'espèce type de ce genre bactérien.